# Indian Institute of Information Technology (Allahabad)

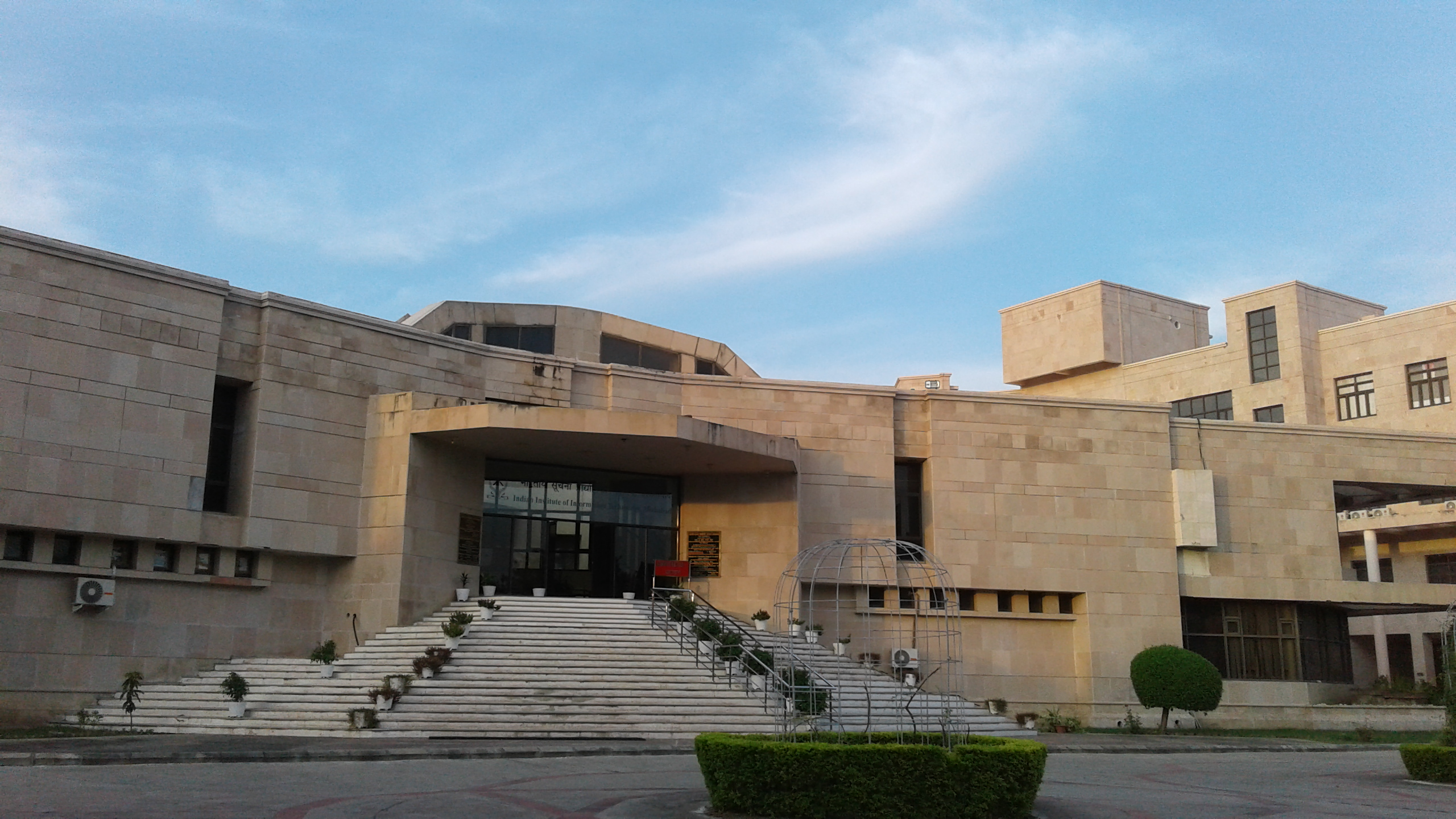
Indian Institute of Information Technology (2017)

Das Indian Institute of Information Technology, Allahabad (auch IIIT-A genannt) ist eine 1999 gegründete staatliche Hochschule in Prayagraj im indischen Bundesstaat Uttar Pradesh. Das IIIT-A ist spezialisiert auf Informationstechnologie und Informatik. Derzeit sind etwa 700 Studenten eingeschrieben und ca. 30 Lehrpersonen beschäftigt.